# 공식 작위
공식 작위(公式爵位)란 군주제 국가에서 혈통이나 법적 계승으로 정해진 작위를 의미한다. 공식 칭호(公式称号)라고 부르기도 한다. 대표적인 예시가 영국의 웨일스 공으로, 웨일스 공이라는 칭호를 부여받을 경우 그 사람은 영국 국왕의 세자임을 뜻한다. 영국 외에도 네덜란드, 스페인, 벨기에, 모나코, 일본 등에서도 법적으로 공식 작위를 부여하고 있다. 이러한 작위를 얻는 경로 역시 국가마다 다르지만 결혼이나 세습, 임명 등을 통해 얻는 경우가 많다.

## 정의
공식 작위는 의례 칭호처럼 작위에 실질적인 의미가 없지만 법적 권리가 부여된다는 점에서 구별된다. 군주제를 채택한 각국은 법 조항에 공식 작위에 대한 근거를 마련하고 있다. 일반적으로 국왕의 법정추정상속인이나 추정상속인에게 공식 작위를 부여한다. 다만 영국 왕실에서는 콘월 공작 등 세자가 아닌 세자비 등에게도 공식 작위를 부여하며 "수여 작위"(Granted Titles)라고 하여 군주나 영국 정부를 통해 부여하는 작위가 따로 있다.

## 예시

### 유럽
스페인의 아스투리아스 공, 벨기에의 브라반트 공작, 네덜란드의 오라녜 공과 같이 유럽의 군주제 국가들의 경우 국왕의 법적추정상속인이나 추정상속인에게 공식 작위를 부여한다. 이러한 관습은 1301년 잉글랜드 왕국의 왕위계승자에게 체스터 자작이라는 칭호를 쓰기 시작했고, 1337년부터 왕위계승자가 콘월 공작이라는 칭호를 겸하게 된 것이 시초라고 여겨진다. 잉글랜드의 뒤를 이어 스페인이 1388년 왕위 계승자의 칭호를 아스투리아스 공이라고 불렀다.

### 영국
영국의 경우, 왕위계승자에게 두 가지 칭호가 붙는다. 하나는 "웨일스 공"으로 이는 영국의 세자에게 붙는 칭호이다. 다른 하나는 콘월 공작으로, 이는 왕실에서 국왕의 장자에게 붙는 칭호이다. 웨일스 공과 콘월 공작의 칭호를 받는 사람에 대한 법적 근거는 14세기에 이미 마련되었다고 여겨진다. 왕실 후계자에 대한 칭호 외에도 영국에는 국왕의 장녀에게 하사하는 프린세스 로열, 1520년부터 의전서열로서 기능하는 영국 왕실의 공국의 공작들인 케임브리지 공작, 에든버러 공작, 서식스 공작, 요크 공작, 글로스터 공작, 켄트 공작의 칭호가 공식 작위로 남아있다.

### 일본
일본 왕실에서는 황실전범에 따라 천황의 직계 비속 중 남계 남자의 적출이며 2촌 이내에 해당하는 왕자에게 "친왕"(親王)이라는 칭호를 부여한다. 일본 왕실의 경우 황태자나 황태손 역시 친왕에 포함되며, 이들의 아들 역시 별도의 "왕실 칭호"(御称号)를 받게 된다. 황실전범 제6조와 제7조를 통해 "왕"의 경우 황위 계승을 통해 적출된 황자 또는 적남계(嫡男系) 적출 황손이 되었을 때 또는 왕의 형제 왕이 황위를 계승한 경우 "친왕"이라는 칭호를 받게 된다.